# Ivo Thomazoni
Ivo Thomazoni (Joaçaba, 22 de setembro de 1931 – Curitiba, 2 de abril de 2022) foi um radialista e político brasileiro.

## Biografia
Nascido em Joaçaba, Santa Catarina, é filho de Alduino Thomazzoni e Ermelinda Thomazzoni. Casou-se com Estephania Freitas na década de 1950. Em Pato Branco e Francisco Beltrão, atuou como radialista.
Eleito suplente de deputado estadual, assumiu o cargo em 1959. De 1960 a 1964, foi prefeito de Pato Branco pela União Democrática Nacional (UDN), no sudoeste do Paraná. Eleito deputado estadual, em 15 de novembro de 1968. Em 1967 elegeu-se, por votação direta, deputado estadual pela Arena e foi membro da Comissão de Constituição e Justiça. Foi o primeiro secretário da Associação Paranaense dos Municípios. Voltou a atuar no executivo municipal, sendo eleito vice-prefeito de Pato Branco, assumindo em 31 de janeiro de 1973. Em 1974, foi reeleito deputado estadual pela Arena, permanecendo líder do governo com o governador Jaime Canet Junior. Eleito novamente para a Assembleia Legislativa, manteve-se no cargo até 4 de maio de 1979. Foi ainda presidente (1977/1978) e 1º secretário das Assembleia Legislativa do Estado do Paraná. Foi então nomeado juiz do Tribunal de Contas do Estado do Paraná, onde se aposentou.
Morreu aos 90 anos em Curitiba.